# فتح‌الله بی‌نیاز
فتح‌الله بی‌نیاز (زاده ۱۳۲۷ مسجدسلیمان- درگذشته ۱۲ مهر ۱۳۹۴ تهران) نویسنده و منتقد ادبی ایرانی بود. از بی‌نیاز ۱۵ رمان و ۷ مجموعه داستان کوتاه و ۸ کتاب در حوزه نقد و نظریه ادبی منتشر شده‌است. وی احاطه کاملی بر ادبیات داستانی معاصر ایران داشت و نقدهای ادبیش بر جامعه ادبی ایران تأثیرگذار بود.
داستانهای بی‌نیاز عرصه نمود شیوه زندگی و نحوه نگرش طبقه متوسط شهرنشین ایرانی پس از انقلاب بود.

## زندگی
بی‌نیاز در تیرماه ۱۳۲۷ در مسجدسلیمان به دنیا آمد. در سال ۱۳۵۱ در رشته مهندسی برق از دانشگاه صنعتی شریف (آریامهرِ وقت) فارغ‌التحصیل شد. ا و فعالیت ادبی خود را از سال ۱۳۴۷ تا ۱۳۸۰ با نام‌های مستعار نشریات مختلف آغاز کرد و چندین داستان کوتاه، مقاله، نقد ادبی، سینمایی و نمایشنامه از وی به چاپ رسید. از شهریور ۱۳۸۰ تا شهریور ۱۳۹۰ با نام اصلی‌اش بیش از ۴۱۱ نقد، مقاله، مرور کتاب و ۶۹ داستان کوتاه و ۴۶ مصاحبه جامع از وی در نشریات گوناگون به چاپ رسید و ۴۷۷ مقاله، نقد، مرور کتاب و داستان کوتاه در فضای مجازی چاپ شده‌است.
او هم چنین تا خردادماه ۱۳۸۸ در مجموع ۱۵۱ جلسه نقد و سخنرانی داشته‌است. او ۱۲ سال عضو هیئت داوران جایزه مهرگان ادب (رمان و داستان کوتاه) بود. هم‌چنین داوری نهایی شماری از جشنواره‌های ادبی منطقه‌ای و استانی کشور را نیز به عهده داشت. تعداد زیادی از آثار بی‌نیاز پشت سد سانسور و ممیزی ماند و اجازه چاپ نیافت. او در فروردین ۹۴ طی مصاحبه‌ای گفت که ۱۵ کتاب از تألیفات او از وزارت ارشاد اسلامی مجوز دریافت نکرده و او «از خیر انتشار» این کتاب‌ها گذشته‌است.

بی‌نیاز عضو شورای سردبیری کتاب نقد نگره، دبیر بخش داستان و نقد ادبی مجله نافه بود.

فتح‌الله بی‌نیاز در ۱۲ مهرماه ۱۳۹۴ به علت ایست قلبی در تهران درگذشت.

## مهندسی
بی‌نیاز در عرصه مهندسی نیز چهره شناخته شده‌ای در زمینه برق و حفاظت کاتودیک بود. او طی بیش از سی و پنج سال مهندسی، بیش از صد و بیست مهندس، تکنسین، طراح و مترور جوان تر را حین کار در عرصه‌های برق، مکانیک، حفاظت کاتودیک، کنترل و اتوماسیون آموزش داده‌است. بی‌نیاز همچنین شش کتاب برای طراحی برق و کنترل و حفاظت کاتودیک نوشته‌است که آن‌ها را رسماً چاپ نکرده‌است، اما به صورت مرجع در اختیار مهندسین جوان و میانه سال قرار داده‌است. 

### رمان و داستان
- مکانی به وسعت هیچ (رمان)- ۱۳۶۹
- حلقه نفوذناپذیر گرگ‌های خاکستری (رمان)- ۱۳۶۹
- دردناک‌ترین داستان عالم (مجموعه داستان) - ۱۳۷۰
- می‌روم که بمیرم (مجموعه داستان)- ۱۳۷۷
- علیاحضرت فرنگیس (رمان)- ۱۳۷۸
- عطش ماندگار (رمان)- ۱۳۸۱
- شورشگران را به زانو درآوریم (مجموعه داستان)- ۱۳۸۲
- افعی‌ها خودکشی نمی‌کنند (رمان) - ۱۳۸۳
- ستیزه‌جوی دلتنگ (رمان)- ۱۳۸۲
- دریاسالار بی‌دریا (رمان) - ۱۳۸۲
- تشییع جنازه یک زنده به‌گور (مجموعه داستان)- ۱۳۸۲
- ملاقات با مسیح (رمان) - ۱۳۸۲
- گل‌سرخ، ای تناقض ناب (داستان بلند)- ۱۳۸۳
- اندوه رهگذران مرده (رمان)- ۱۳۸۳
- نوعی خصومت (مجموعه داستان) - ۱۳۸۴
- التهاب سرد (مجموعه داستان)- ۱۳۸۴
- کوارتت مرگ و دختر (مجموعه داستان) - ۱۳۸۶[۹]
- ترجیع بندی برای شاعران جوان (رمان)- ۱۳۸۶
- بعد از مرگ هنوز می‌میرم (رمان) -۱۳۸۶

### نقد و تحلیل
- جلد اول مقالات ادبی – ۱۳۸۳
- درآمدی بر داستان‌نویسی و روایت‌شناسی – ۱۳۸۷ (چاپ ششم ۱۳۹۴)
- در جهان رمان مدرنیستی – ۱۳۹۰
- نقد، تحلیل و تفسیر چند داستان معتبر جهان – جلد اول تا پنجم (۱۳۹۱ تا ۱۳۹۳)

## آثار آماده چاپ
- هذیان یک مغروق (رمان)
- خواهرم منیژه (مجموعه داستان)
- خیبر غریب (رمان)
- شب مغلوب‌ها (مجموعه داستان)
- این رنگین کمان را به من بدهید (رمان)
- آفتابگردان‌های پژمرده (رمان)
- برق کمرنگ آفتاب (مجموعه داستان)
- شبنم و شقایق (مجموعه داستان)
- ما آلوده‌ها (رمان)
- سمت چپ پرتگاه (رمان)
- چهره ناتمام (رمان)
- همه در تهران نمی‌میرند (رمان)
- قلمرو پنهان ابلیس (رمان)
- فانوس سنگی (رمان)
- رانده شده گان شهر پوکربازان (مجموعه داستان)
- همه چیزمان را جا گذاشتیم (رمان)
- دره‌های بی‌نام و نشان (رمان)
- عابرهایی در جاده کمربندی (رمان)
- خاکسترم را در آسماری به طوفان بسپار (رمان)